# Podhajce (rejon krzemieniecki)
Podhajce (ukr. Підгайці, Pidhajci) – wieś na Ukrainie  w obwodzie tarnopolskim, w rejonie krzemienieckim.